# Andre Iguodala
Andre Tyler Iguodala (Springfield, Illinois, 28 de enero de 1984) es un exjugador de baloncesto estadounidense, que disputó 19 temporadas en la NBA. Con 1,98 metros de estatura, jugaba tanto de alero como de escolta. Durante su etapa en Golden State Warriors se proclamó, en cuatro ocasiones, campeón de la NBA. También fue oro olímpico y campeón mundial con la selección estadounidense.
Desde noviembre de 2023 es director ejecutivo del sindicato de jugadores (NBPA).
El 23 de febrero de 2025 los Golden State Warriors retiraron su camiseta con el dorsal #9.

## Carrera

### Universidad
Originalmente, Andre redujo su lista de universidades favoritas a dos: Kansas o Arkansas. De hecho, al visitar el campus de Arkansas junto con su familia, Iguodala quedó impresionado con las instalaciones deportivas, pero el despido del entrenador Nolan Richardson, hizo que se decantara por la Universidad de Arizona.
En los Wildcats fue compañero de otros futuros NBA como Channing Frye, Luke Walton, Mustafa Shakur, Salim Stoudamire y Hassan Adams, y en su primer año fue nombrado en el primer equipo de los mejores freshman del país.
En su segundo año, fue el mejor jugador de Arizona al liderar al equipo en rebotes, asistencias y robos, estableciéndose como uno de los mejores jugadores universitarios 'a ambos lados de la pista', y al ser elegido dentro del mejor quinteto de la All-Pac-10. Por lo que al terminar ese año decidió presentarse al Draft.

#### Estadísticas
| Año     | Equipo  | PJ | PT | MPP  | %TC  | %3P  | %TL  | RPP | APP | ROB | TPP | PPP  |
| ------- | ------- | -- | -- | ---- | ---- | ---- | ---- | --- | --- | --- | --- | ---- |
| 2002–03 | Arizona | 32 | 4  | 19.2 | .381 | .205 | .670 | 4.9 | 2.1 | 1.5 | .6  | 6.4  |
| 2003–04 | Arizona | 30 | 30 | 32.1 | .450 | .315 | .788 | 8.4 | 4.9 | 1.6 | .4  | 12.9 |
| Total   | Total   | 62 | 34 | 25.4 | .424 | .274 | .738 | 6.6 | 3.4 | 1.5 | .5  | 9.6  |

### Profesional

#### Philadelphia 76ers
Temporada 2004-05
Fue la novena selección del Draft de la NBA de 2004, proveniente de la Universidad de Arizona, donde había jugado dos temporadas. Fue incluido en el mejor quinteto de rookies de la NBA de 2005 y jugó de inicio en el equipo de los rookies en el Rookie Challenge, perteneciente al All-Star Weekend de la NBA.
Hasta febrero de 2005 Iguodala llevó el número 4 a la espalda, pero con la llegada al equipo de Chris Webber, este pidió llevar el dorsal de Andre, pues había sido su número a lo largo de toda su carrera incluyendo su etapa como universitario. Iguodala cambió inmediatamente su número por el 9. Webber anunció poco después públicamente que le regaló un reloj Rolex a Iguodala por permitirle llevar su número.
Durante su primer año en los Philadelphia 76ers, fue el único jugador en empezar de inicio los 82 partidos de liga regular más otros 5 de playoff. Andre Iguodala fue el único rookie en conseguir un triple-doble durante la temporada 2004-2005, además de promediar 9 puntos y 5.7 rebotes por partido. Sus esfuerzos fueron recompensados siendo elegido en el primer equipo All-Rookie.
Temporada 2005-06

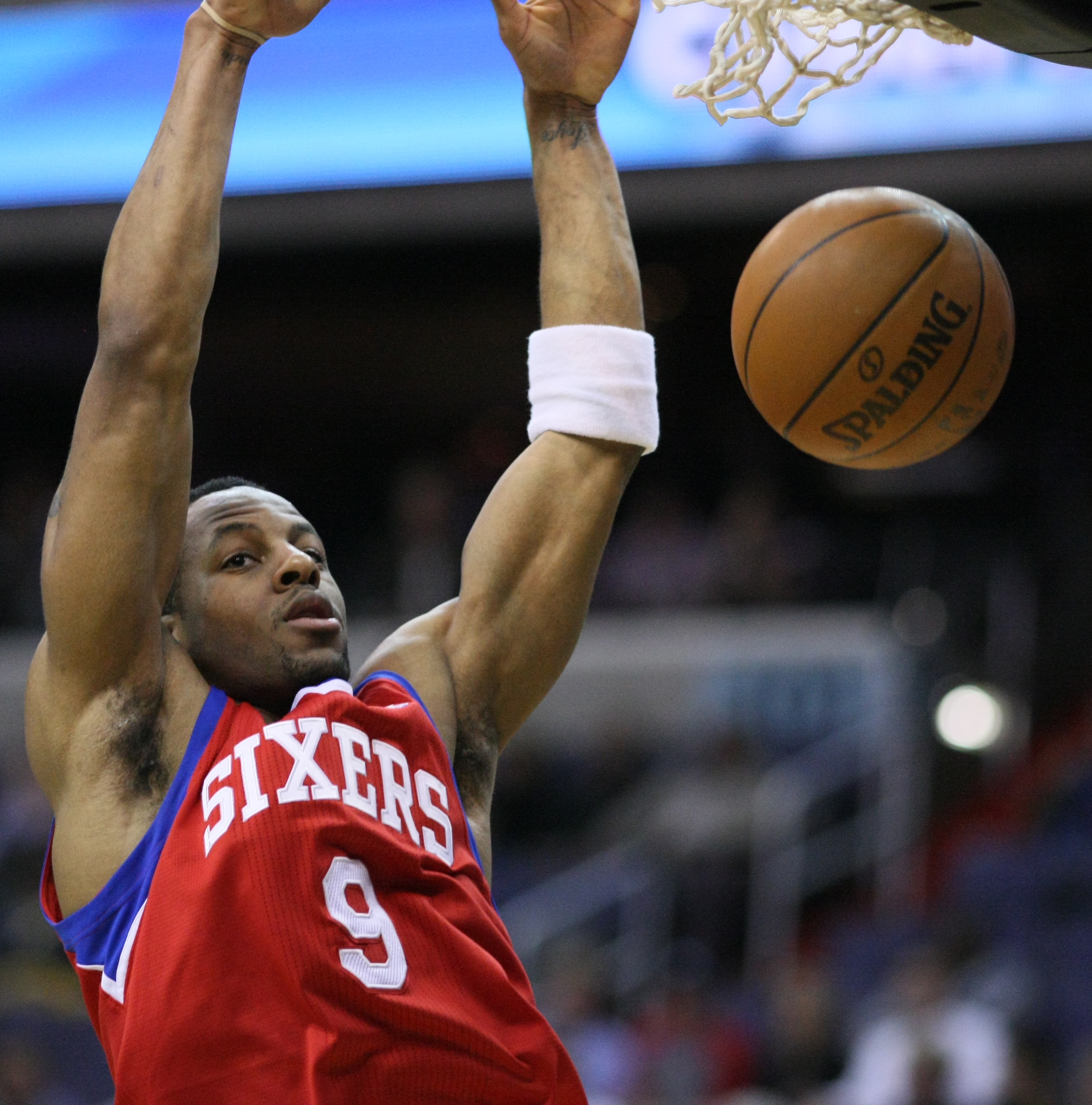
Andre realizando un mate con los Sixers en 2011.

En su segundo año en la liga, volvió a ser elegido para jugar el Rookie Challenge, esta vez en el equipo de los sophomores. En esta segunda ocasión ganó el trofeo al mejor jugador del partido tras anotar 30 puntos. Promedió 12 puntos, 6 rebotes y 3 asistencias por partido en temporada regular.
Temporada 2006-07
Tras la salida de Allen Iverson de los 76ers en 2006, sus estadísticas incrementaron. Aumentó en anotación, rebotes, asistencias, porcentaje de tiros de campo y porcentaje de tiros libres hasta convertirse en el centro de atención del ataque de los 76ers. Al finalizar la temporada 2006-07, había promediado 18 puntos, 5 rebotes y 5 asistencias. Los únicos jugadores que consiguieron esto esa temporada fueron Kobe Bryant, LeBron James y Tracy McGrady.
Temporada 2007-08
En la temporada 2007-08, lideró a los 76ers hasta playoffs, quedando con un global de 40-42, consiguiendo la plaza de playoffs a última hora tras ganar a Atlanta Hawks. En playoffs fueron eliminados 4-2 en primera ronda por Detroit Pistons, promediando 13 puntos por partido.
Temporada 2008-09
Para la siguiente temporada 2008-09, renueva con los 76ers por 80 millones por seis temporadas, además el equipó aumentó sus expectativas al contratar a Elton Brand procedente de Los Angeles Clippers. El rendimiento de Brand no fue el esperado y el equipo comenzó la temporada con un balance de 9-14. El entrenador Maurice Cheeks fue despedido y sustituido por su asistente Tony DiLeo. Los 76ers mejoraron y acabaron con un balance de 41-41, clasificándose para playoffs. En primera ronda se enfrentaron a Orlando Magic, quedando eliminados en 6 partidos, Promediando 21,5 puntos, 6,3 rebotes y 6,7 asistencias por partido.
Temporada 2009-10
En la temporada 2009-10 Eddie Jordan es contratado como entrenador. Iguodala promedió 17 puntos, 6.5 rebotes, 6 asistencias y casi 2 robos por partido, pero los 76ers finalizaron la temporada con 27 victorias y 55 derrotas, la peor desde 1998. Eddie Jordan fue destituido.
Temporada 2010-11
Doug Collins volvía a los Sixers como entrenador para la temporada 2010-11. Los 76ers empezaron la temporada de manera mediocre, con Iguodala sufriendo lesiones en el tendón de Aquiles. Consiguieron redimirse y terminaron con un global de 41-41, siendo séptimos en la Conferencia Este. Iguodala promedió 14 puntos, 6 rebotes y 6 asistencias durante la temporada. En playoffs, los 76ers se enfrentaron a los Miami Heat de Dwyane Wade y LeBron James, perdiendo en 5 partidos.
Temporada 2011-12
En la temporada 2011-12, los 76ers tuvieron un gran comienzo, logrando liderar su división durante gran parte de la temporada. Consiguió ser seleccionado por primera vez en su carrera para disputar el All-Star Game, donde tuvo una actuación más que decente, aportando 12 puntos, 4 rebotes, 2 asistencias, un robo y un tapón, con 6 de 7 en tiros de campo, en los escasos 14 minutos de los que dispuso.
La segunda mitad de la temporada los Sixers empeoraron notablemente, acabando octavos en el Este y terceros en su división. Promedió 12.5 puntos, 6 rebotes y 5.5 asistencias durante la temporada regular.
En primera ronda les tocó enfrentarse a los Chicago Bulls, que habían cosechado un balance de 50-16, siendo los primeros en la Conferencia Este. Los Sixers perdieron el primer partido en Chicago, pero la lesión de la estrella rival Derrick Rose en ese mismo partido provocó que Philadelphia, con un rendimiento superlativo, venciera en la serie 4-2, convirtiéndose en el quinto equipo de la historia que elimina al primer clasificado en primera ronda. Philadelphia volvía a jugar una semifinal de Conferencia Este 8 años después. Se midieron a Boston Celtics, que consiguió eliminarlos después de 7 partidos muy igualados, sin que ninguno de los dos equipos consiguiera ganar dos partidos consecutivos. Promedió en playoffs 13 puntos, 6 rebotes y 4 asistencias, siendo decisivo en varios partidos de ambas series.

#### Denver Nuggets

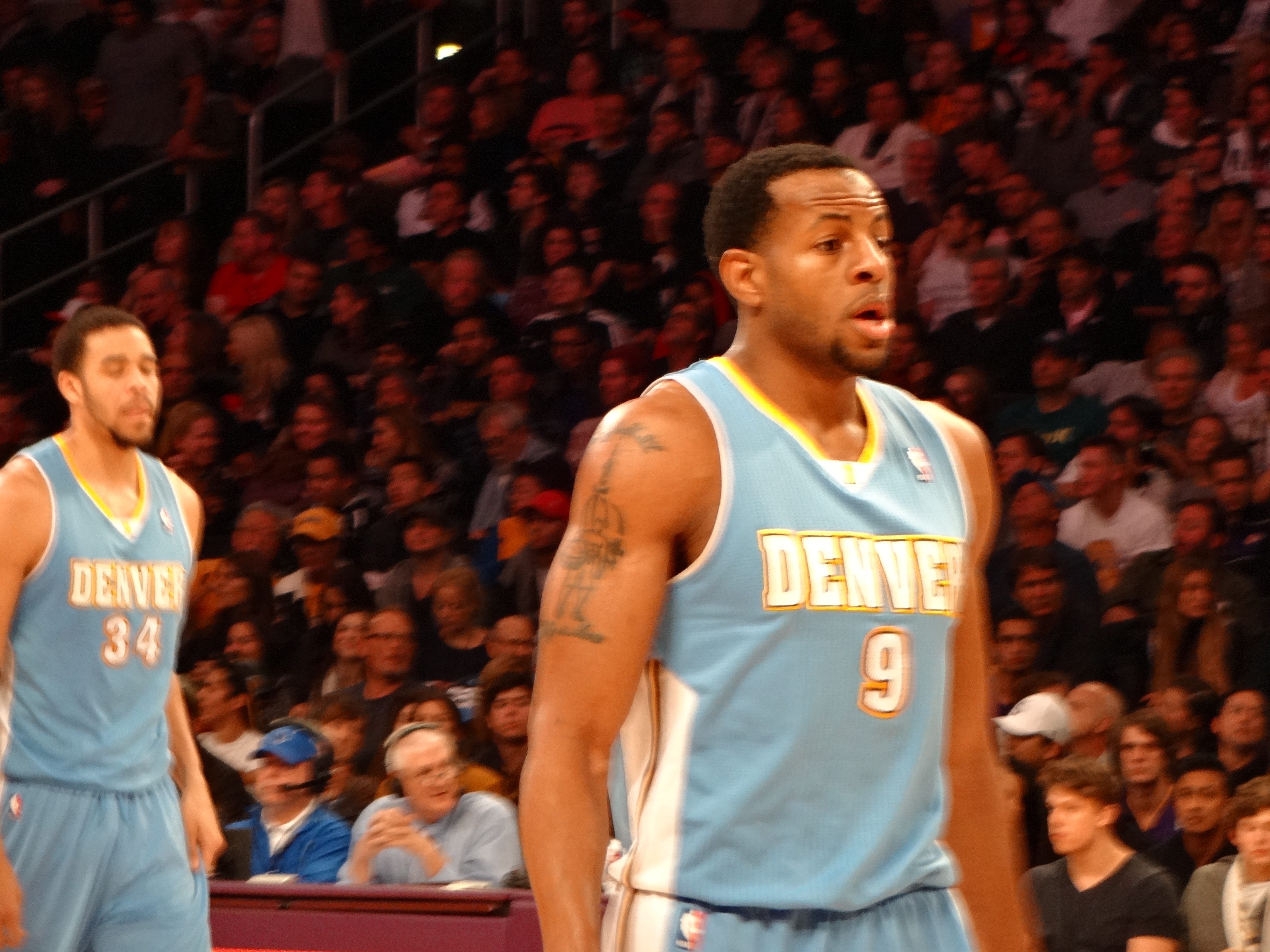
"Iggy" con los Nuggets en 2013.

El 10 de agosto de 2012, Iguodala se vio involucrado en el traspaso más sonado del verano, en el que participaron 4 equipos. Fue enviado a Denver Nuggets mientras los Sixers recibían a Andrew Bynum de Los Angeles Lakers y a Jason Richardson de Orlando Magic. Iguodala dejaba Philadelphia tras haber jugado allí 8 temporadas promediando un total de 15 puntos, 6 rebotes, 5 asistencias y casi 2 robos por partido.
Iguodala volvió a Filadelfia el 1 de octubre de 2012. Los Nuggets perdieron ante los locales por un resultado de 84-75. Andre consiguió 11 puntos.
Denver terminó la temporada regular ganando los últimos 15 partidos y clasificándose para los playoffs con el mejor balance de la historia de la franquicia, 57 victorias y 25 derrotas. El entrenador George Karl ganó el premio al Entrenador del Año.
Sin embargo, el equipo cayó eliminado en primera ronda ante Golden State por 4-2 a pesar del buen rendimiento de Iguodala en estos 6 partidos, promediando 18 puntos, 8 rebotes, 5.3 asistencias y 2 robos por partido.

#### Golden State Warriors

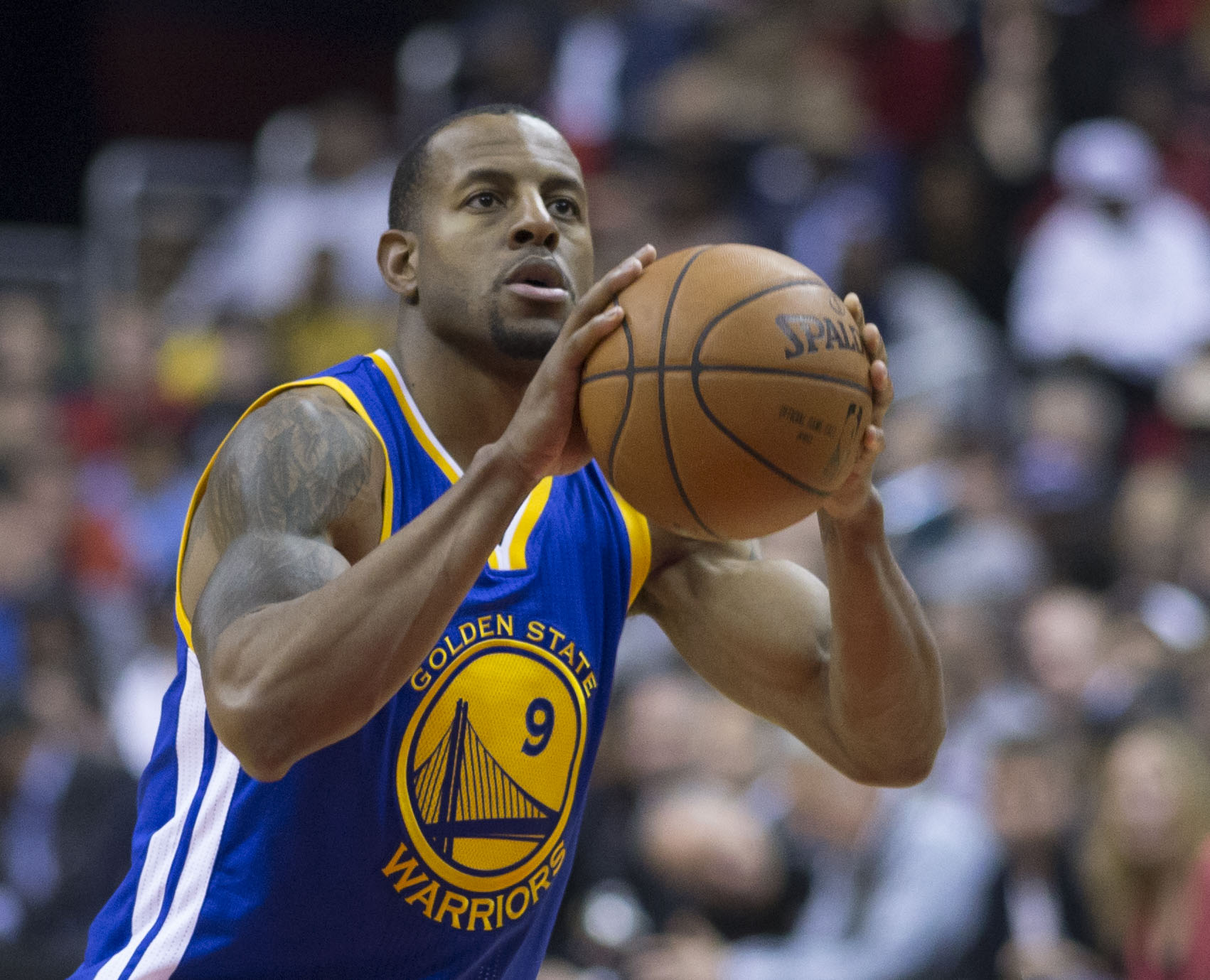
Iguodala con Warriors en 2016.

El 5 de julio de 2013, Iguodala firma un contrato de 48 millones por cuatro años con Golden State Warriors. 
En 2015 fue elegido MVP de las Finales de la NBA, convirtiéndose en el primer jugador que lo logra sin haber sido titular en ningún partido de la temporada regular.
El 12 de junio de 2017 se convierte en campeón de la NBA por segunda vez en tres años, derrotando a Cleveland Cavaliers (4-1 en la serie), contra los que hizo un gran quinto partido anotando 20 puntos, pese a salir todos ellos desde el banquillo.
En la temporada 2017-18, Iggy vuelve a conquistar el anillo frente a los Cavs (4-0), consiguiendo así, tres de los últimos cuatro títulos en juego y, esta vez, con un papel titular en todas las series importantes de PlayOffs.
En la 2018-19, los Warriors vuelven a llegar a las finales de la NBA, donde Iguodala es titular, pero perdiendo esta vez frente a los Toronto Raptors de Kawhi Leonard (2-4).

#### Memphis Grizzlies
El 30 de junio de 2019, es traspasado a Memphis Grizzlies.

#### Miami Heat
Tras no disputar ni un solo partido con Memphis, el 5 de febrero de 2020 es traspasado, junto a Jae Crowder, a Miami Heat a cambio de Justise Winslow. Con Miami firma una extensión de contrato por 2 años y $30 millones.
En los playoffs NBA de 2020, consigue acceder a las Finales de la NBA con Miami, accediendo por sexta vez consecutiva a éstas.

#### Regreso a Golden State
El 6 de agosto de 2021, se hace oficial su regreso a los Warriors, con los que firma por un año y el mínimo de veterano. El 16 de junio de 2022 se proclama campeón de la NBA por cuarta vez en su carrera, tras vencer a los Celtics en la Final (4-2).
En septiembre de 2022 renueva por una temporada más con los Warriors.
El 20 de octubre de 2023 anuncia su retirada del baloncesto profesional tras 19 temporadas.

## Estadísticas de su carrera en la NBA
|  | Denota temporada en la que ganó el Campeonato de la NBA |
|  | Líder de la liga                                        |

### Temporada regular
| Año      | Equipo       | PJ   | PT  | MPP  | %TC  | %3P  | %TL  | RPP | APP | ROB | TPP | PPP  |
| -------- | ------------ | ---- | --- | ---- | ---- | ---- | ---- | --- | --- | --- | --- | ---- |
| 2004-05  | Philadelphia | 82   | 82  | 32.8 | .493 | .331 | .743 | 5.7 | 3.0 | 1.7 | .6  | 9.0  |
| 2005-06  | Philadelphia | 82   | 82  | 37.6 | .500 | .354 | .754 | 5.9 | 3.1 | 1.6 | .3  | 12.3 |
| 2006-07  | Philadelphia | 76   | 76  | 40.3 | .447 | .310 | .820 | 5.7 | 5.7 | 2.0 | .4  | 18.2 |
| 2007-08  | Philadelphia | 82   | 82  | 39.5 | .456 | .329 | .721 | 5.4 | 4.8 | 2.1 | .6  | 19.9 |
| 2008-09  | Philadelphia | 82   | 82  | 39.9 | .473 | .307 | .724 | 5.7 | 5.3 | 1.6 | .4  | 18.8 |
| 2009-10  | Philadelphia | 82   | 82  | 38.9 | .443 | .310 | .733 | 6.5 | 5.8 | 1.7 | .7  | 17.1 |
| 2010-11  | Philadelphia | 67   | 67  | 36.9 | .445 | .337 | .693 | 5.8 | 6.3 | 1.5 | .6  | 14.1 |
| 2011-12  | Philadelphia | 62   | 62  | 35.6 | .454 | .394 | .617 | 6.1 | 5.5 | 1.7 | .5  | 12.4 |
| 2012-13  | Denver       | 80   | 80  | 34.7 | .451 | .317 | .574 | 5.3 | 5.4 | 1.7 | .7  | 13.0 |
| 2013-14  | Golden State | 63   | 63  | 32.4 | .480 | .354 | .652 | 4.7 | 4.2 | 1.5 | .3  | 9.3  |
| 2014-15  | Golden State | 77   | 0   | 26.9 | .466 | .349 | .596 | 3.3 | 3.0 | 1.2 | .3  | 7.8  |
| 2015-16  | Golden State | 65   | 1   | 26.6 | .478 | .351 | .614 | 4.0 | 3.4 | 1.1 | .3  | 7.0  |
| 2016-17  | Golden State | 76   | 0   | 26.3 | .528 | .362 | .706 | 4.0 | 3.4 | 1.0 | .5  | 7.6  |
| 2017-18  | Golden State | 64   | 7   | 25.3 | .463 | .282 | .632 | 3.8 | 3.3 | .8  | .6  | 6.0  |
| 2018-19  | Golden State | 68   | 13  | 23.2 | .500 | .333 | .582 | 3.7 | 3.2 | .9  | .8  | 5.7  |
| 2019-20  | Miami        | 21   | 0   | 19.9 | .432 | .298 | .400 | 3.7 | 2.4 | .7  | 1.0 | 4.6  |
| 2020-21  | Miami        | 63   | 5   | 21.3 | .383 | .330 | .658 | 3.5 | 2.3 | .9  | .6  | 4.4  |
| 2021-22  | Golden State | 31   | 0   | 19.5 | .380 | .230 | .750 | 3.2 | 3.7 | .9  | .7  | 4.0  |
| 2022-23  | Golden State | 8    | 0   | 14.1 | .467 | .111 | .667 | 2.1 | 2.4 | .5  | .4  | 2.1  |
| Total    | Total        | 1231 | 784 | 32.1 | .463 | .330 | .709 | 4.9 | 4.2 | 1.4 | .5  | 11.3 |
| All-Star | All-Star     | 1    | 0   | 14.0 | .857 | .000 | --   | 4.0 | 2.0 | 1.0 | 1.0 | 12.0 |

### Playoffs
| Año   | Equipo maja  | PJ  | PT | MPP  | %TC  | %3P  | %TL  | RPP | APP | ROB | TPP | PPP  |
| ----- | ------------ | --- | -- | ---- | ---- | ---- | ---- | --- | --- | --- | --- | ---- |
| 2005  | Philadelphia | 5   | 5  | 38.4 | .465 | .333 | .500 | 4.6 | 3.0 | 2.8 | 1.0 | 9.8  |
| 2008  | Philadelphia | 6   | 6  | 39.0 | .333 | .143 | .721 | 4.8 | 5.0 | 2.2 | .2  | 13.2 |
| 2009  | Philadelphia | 6   | 6  | 44.8 | .449 | .393 | .652 | 6.3 | 6.7 | 1.8 | .0  | 21.5 |
| 2011  | Philadelphia | 5   | 5  | 36.4 | .423 | .214 | .714 | 7.0 | 6.8 | 1.0 | .4  | 11.4 |
| 2012  | Philadelphia | 13  | 13 | 38.8 | .384 | .388 | .589 | 5.7 | 3.7 | 1.5 | .4  | 12.9 |
| 2013  | Denver       | 6   | 6  | 40.5 | .500 | .483 | .720 | 8.0 | 5.3 | 2.0 | .3  | 18.0 |
| 2014  | Golden State | 7   | 7  | 35.4 | .516 | .533 | .606 | 4.7 | 4.4 | 1.3 | .3  | 13.1 |
| 2015  | Golden State | 21  | 3  | 30.2 | .477 | .354 | .415 | 4.5 | 3.6 | 1.2 | .3  | 10.4 |
| 2016  | Golden State | 24  | 3  | 32.0 | .476 | .385 | .561 | 4.4 | 3.8 | 1.2 | .4  | 8.9  |
| 2017  | Golden State | 16  | 0  | 26.2 | .455 | .190 | .577 | 4.0 | 3.2 | .9  | .4  | 7.2  |
| 2018  | Golden State | 15  | 12 | 26.7 | .494 | .378 | .706 | 4.5 | 2.7 | 1.4 | .5  | 8.1  |
| 2019  | Golden State | 21  | 15 | 30.0 | .494 | .350 | .378 | 4.3 | 4.0 | 1.1 | 1.1 | 9.8  |
| 2020  | Miami        | 21  | 0  | 19.5 | .462 | .359 | .714 | 2.6 | 1.5 | .8  | .6  | 3.8  |
| 2021  | Miami        | 4   | 0  | 17.8 | .545 | .429 | .000 | 3.0 | 1.3 | 1.0 | .5  | 3.8  |
| 2022  | Golden State | 7   | 0  | 8.7  | .444 | .333 | .667 | 1.0 | 1.7 | .0  | .3  | 1.6  |
| Total | Total        | 177 | 81 | 29.8 | .458 | .355 | .583 | 4.4 | 3.5 | 1.2 | .5  | 9.4  |

## Vida personal
En agosto de 2015, se casó con su novia de toda la vida, Christina Gutierrez, en Los Cabos (México). La pareja tiene una hija y un hijo.
Andre ha reconocido en numerosas ocasiones que es cristiano.
El 25 de junio de 2019, publicó el libro The Sixth Man: A Memoir.
Es apodado habitualmente "Iggy" o "A.I. 2", ya que sus iniciales son las mismas que las de su excompañero Allen Iverson.

## Logros y reconocimientos
Universidad
- Mejor quinteto de la All-Pac-10 (2004)
- 2.º mejor quinteto de la Parade All-American (2002)

NBA
- Integrante del NBA All-Rookie (primer equipo) en la temporada 2004-05.
- Elegido en el equipo de los Rookies para el partido contra los Sophomores del Rookie Challenge de 2005 en Denver.
- Elegido en el equipo de los Sophomores para el partido contra los Rookies del Rookie Challenge de 2006 en Houston. 
  - Posteriormente elegido MVP del partido por su actuación (30 puntos en 12 minutos).
- 1 vez All-Star: Integrante del "East Team" en el All-Star Game en Orlando 2012.
- 4 veces Campeón de la NBA (2015, 2017, 2018, 2022).
  - Elegido MVP de las Finales de la NBA del año 2015.
- Mejor quinteto defensivo de la NBA (2014).
- 2.º Mejor quinteto defensivo de la NBA (2011).
- Dorsal #9 retirado por Golden State Warriors en febrero de 2025.

Selección
- Medalla de Oro con la selección estadounidense en el Mundial 2010 disputado en Turquía.
- Medalla de Oro con la selección estadounidense en los Juegos Olímpicos de Londres 2012.

### Partidos ganados sobre la bocina
|      | con Philadelphia 76ers       |
|      | con Golden State Warriors    |
| (PO) | Denota un partido de PlayOff |

| Número | Tiro               | Margen | Resultado | Oponente               | Fecha                   |
| ------ | ------------------ | ------ | --------- | ---------------------- | ----------------------- |
| 1      | Tiro en suspensión | Empate | 86-84     | Minnesota Timberwolves | 22 de enero de 2006     |
| 2      | Tiro en suspensión | Empate | 99-97     | Memphis Grizzlies      | 22 de diciembre de 2007 |
| 3      | Tiro de tres       | -2     | 94-93     | Los Angeles Lakers     | 17 de marzo de 2009     |
| 4      | Tiro en suspensión | -1     | 115-116   | Oklahoma City Thunder  | 14 de noviembre de 2013 |
| 5      | Tiro de tres       | -2     | 101-100   | Atlanta Hawks          | 3 de enero de 2014      |